# Курбатов, Василий Васильевич (генерал-майор)
Василий Васильевич Курбатов (31 августа 1926, с. Старожилово, Рязанская губерния — 7 апреля 2016, Королёв, Московская область) — советский военачальник, генерал-майор. Почётный гражданин города Королёва.

## Биография
Родился 31 августа 1926 года в селе Старожилово (ныне — районный центр в Рязанской области). В семье было пять детей, Василий был старшим. В школу дети ходили за 10 километров. В первые годы войны отца забрали на фронт.
В ноябре 1943 года призван в ряды Красной армии, участвовал в боях Великой Отечественной войны во 2-й гвардейской миномётной бригаде. Спустя пять лет окончил Московское гвардейское Краснознаменное артиллерийское миномётное училище. Военную службу в 1949—1952 годах проходил в Группе советских войск в Германии, будучи командиром учебного взвода школы сержантского состава миномётной бригады. С 1952 года был последовательно заместителем командира батареи, заместителем начальника штаба дивизиона, командиром батареи парадной 16-й гвардейской миномётной бригады.
По окончании в 1963 году Военной артиллерийской командной академии направлен в Ракетные войска стратегического назначения. Служил с 1960 по 1983 год командиром группы подготовки двигательных установок, заместителем командира дивизиона, заместителем командира ракетного полка, командиром ракетного полка (1964—1970), заместителем начальника учебного центра по боевым пускам Плесецкого космодрома, заместителем начальника штаба, начальником штаба Плесецкого космодрома.
Уволившись в 1983 году в запас в звании генерал-майора, продолжал работать председателем городского Совета ветеранов Калининграда, затем города Королёва. Работал в Совете ветеранов города Королёва вплоть до самой смерти. Являлся также членом президиума областного Совета ветеранов. Принимал деятельное участие в строительстве часовни-памятника Александра Невского в Королёве.
Скончался 7 апреля 2016 года.
Похоронен на Невзоровском кладбище Пушкинского района Московской области.

## Награды
- Орден Дружбы (8 января 1999 года) — за заслуги перед государством, многолетнюю и плодотворную работу, большой вклад в укрепление дружбы и сотрудничества между народами[5]
- Медаль ордена «За заслуги перед Отечеством» II степени (3 июня 2006 года) — за активную общественную работу по социальной поддержке ветеранов и патриотическому воспитанию молодежи[6]
- Почётный знак Московской областной Думы «За трудовую доблесть» (19 февраля 2015 года) — за многолетний добросовестный труд, большой вклад в развитие ветеранского движения и активную жизненную позицию[7]
- Орден Ивана Калиты (Московская область) (5 октября 2011 года)[8]
- Медаль ордена Ивана Калиты (Московская область) (29 октября 2009 года)[9]
- Высшая муниципальная награда города Королёв Московской области — знак отличия «За заслуги» I степени.